# Oncorhynchus tshawytscha
Oncorhynchus tshawytscha (em inglês: Chinook salmon, em português também conhecido por Rei Salmão ou Salmão-Rei) é um peixe da família Salmonidae. Pode ser encontrado em águas costeiras do Pacífico Norte, da Califórnia ao Japão.

## Características
Na idade adulta o “Chinook” pode chegar a medir entre 84 e 147 cm de longitude e pesar entre 25 e 60 kg.

## Cor
O  salmão “Chinook” se caracteriza por ser de cor azul esverdeado na parte superior do lombo e na cabeça, prateado nos lados e branco no ventre. Assim mesmo possui manchas negras no rabo e na parte superior do seu corpo.
Durante o período de reprodução esta espécie sofre transformações no seu corpo, colorindo-se de cor avermelhada nas suas extremidades, o qual se intensifica ainda mais nos machos. Ademais a estas mudanças, o “Chinook” sofre modificação em suas costas, a qual se eleva e sua mandíbula se curva impedindo a este peixe fechar a boca e, como consequência, alimentar-se.

## Alimentação
A alimentação do “Chinook” se compõe de medusas, estrelas-do-mar, insetos, anfípodes e outros crustáceos.
Igual a outros peixes da mesma família, o “Chinook” ao chegar na idade adulta também incorpora entre seus alimentos outros peixes de menor tamanho.

## Habitat
No Chile o “Chinook” foi introduzido se estabeleceu nos rios da região sul, como o Petrohué e o Hueño Hueño, aos quais chegam a cada  temporada a produzir sua desova e morrer. Também foi introduzido na Patagônia e Nova Zelândia.